# Gekko-observatoriet
För andra betydelser, se Gekko.
Gekko-observatoriet (japanska: 月光天文台?, månljusobservatoriet), är ett observatorium i Kannami i Shizuoka prefektur i Japan.
Asteroiden 4261 Gekko är uppkallad efter observatoriet.